# Насир Али, Сайед
Сайед Насир Али (англ. Syed Nasir Ali, 15 августа 1936 — 29 мая 2018) — индийский шахматист, национальный мастер.
Чемпион Индии 1967 г.
В составе сборной Индии участвовал в командных чемпионатах Азии 1977 и 1983 гг. В 1983 г. сборная Индии завоевала бронзовую медаль соревнования. Насир Али выступал на 4-й доске.
Участвовал в чемпионате Великобритании 1983 г. и сильном по составу международном турнире в Нью-Дели (1982 г.).

## Спортивные результаты
| Год  | Город    | Соревнование                                        | + | − | = | Результат | Место       |
| ---- | -------- | --------------------------------------------------- | - | - | - | --------- | ----------- |
| 1967 | Пуна     | Чемпионат Индии                                     |   |   |   |           | 1           |
| 1977 | Окленд   | Командный чемпионат Азии (сборная Индии, ?-я доска) |   |   |   |           |             |
| 1982 | Нью-Дели | Международный турнир                                | 1 | 8 | 2 | 2 из 11   | 11          |
| 1983 | Саутпорт | Чемпионат Великобритании                            | 4 | 5 | 2 | 5 из 11   | [ 3 ] [ 4 ] |
|      | Нью-Дели | Командный чемпионат Азии (сборная Индии, 4-я доска) |   |   |   |           |             |